# Віттерда
Віттерда (нім. Witterda) — громада в Німеччині, розташована в землі Тюрингія. Входить до складу району Земмерда.
Площа — 12,47 км2. Населення становить 1054 ос. (станом на 31 грудня 2021).